# Barbara Sarafian
Pour les articles homonymes, voir Sarafian.
Barbara Sarafian, née le 16 avril 1968 à Gand, est une actrice belge néerlandophone d'origine arménienne.

## Filmographie

### Cinéma
- 1999 : 8 femmes ½ (8 ½ Women) de Peter Greenaway : Clothilde
- 2002 : CQ de Roman Coppola : une journaliste du festival
- 2008 : Moscow, Belgium de Christophe Van Rompaey : Matty
- 2010 : Zot van A. de Jan Verheyen
- 2010 : Marieke, Marieke de Sophie Schoukens : Jeanne
- 2011 : Bullhead (Rundskop) de Michaël R. Roskam : Eva Forrestier
- 2012 : Brasserie romantique (Brasserie Romantiek)  de Joël Vanhoebrouck : Roos

### Télévision
- 2012 : Clan de Kaat Beels et Nathalie Basteyns : Eva Goethals (10 épisodes)
- 2010-2016 : Tegen De Sterren Op
- 2017 : Beau Séjour
- 2022 : La Bonne Terre (Grond) (série télévisée)
- 2023 : 1985